# گردان‌های پلیس کمکی لیتوانی

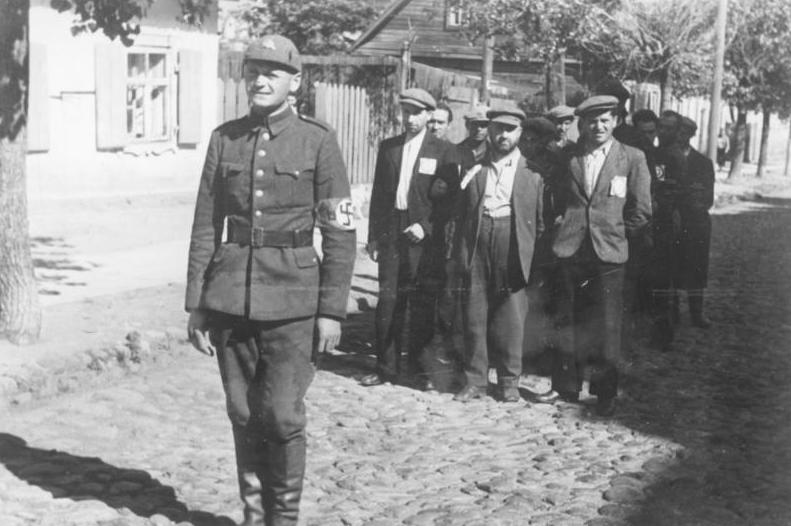
نمایی از یک‌سرباز اهل لیتوانی در حال اسکورت گروهی از یهودیان لیتوانی‌تبار در ویلنیوس - ژوئیه ۱۹۴۱

گردان‌های پلیس کمکی لیتوانی واحدهایی نظامی‌نما (گردان) بودند که در زمان لیتوانی اشغالی توسط آلمان میان سال‌های ۱۹۴۱ و ۱۹۴۴ تشکیل شده بودند. واحدهایی مشابه، معروف به پلیس کمکی شوتزمان‌شافت، در دیگر مناطق تحت اشغال آلمان در اروپای شرقی سازمان یافته بودند. در لیتوانی، نخستین گردان‌ها از واحدهایی تشکیل شده بودند که در خلال خیزش ضد شوروی در ژوئن ۱۹۴۱ شکل گرفته بودند. کنشگران لیتوانیایی امیدوار بودند که این واحدها پایه ای برای تشکیل مجدد ارتش لیتوانی شوند. در عوض، این واحدها جذب دستگاه‌های نظامی آلمان شده و به نیروهای آلمانی کمک می‌کردند: از نگهبانی از مکان‌های استراتژیک گرفته، تا درگیر شدن در عملیات ضد پارتیزانی، و نیز شرکت در هولوکاست. گردان‌های ۱۲ و ۱۳ به ویژه در اعدام یهودیان فعال بودند و مسئولیت کشتار ۷۸٬۰۰۰ تن از یهودیان در لیتوانی و بلاروس را بر عهده داشتند. در جریان جنگ، در مجموع ۲۶ گردان تشکیل شدند و تقریباً ۱۳٬۰۰۰ تن در آن‌ها خدمت می‌کردند. میان ژوئیه تا سپتامبر ۱۹۴۴، واحدهای باقیمانده در دو هنگ پیاده‌نظام داوطلب لیتوانیایی ترکیب شدند.

## قساوت‌ها
برخی از گردان‌های پلیس کمکی لیتوانی در کشتار مردم یهودی در قلمروهای لیتوانی، بلاروس، اوکراین، روسیه و لهستان مشارکت فعال داشتند و علیه جمعیت‌های لهستانی و بلاروسی مرتکب جنایت شدند. یکی از این اقدامات پلیس لیتوانیایی پاکسازی یهودیان در کاوناس در اکتبر ۱۹۴۱ توسط گردان ۱۲ پلیس به فرماندهی آنتاناس ایمپولفیشیوس بود. بعدها در همان ماه گردان ۱۲ کل جمعیت یهودی سلوتسک در بلاروس را به قتل رساند. گردان دوم پلیس به عنوان نگهبان در اردوگاه کار اجباری مایدانک در لهستان اشغالی خدمت می‌کرد. ۲۰ عدد از ۲۲ گردان پلیس کمکی لیتوانیایی مستقیماً در کشتار یهودیان در اروپای شرقی نقش داشتند. از مجموع ۸۵٬۰۰۰ مورد قتل ثبت شده توسط آینزاتس‌کماندو در لیتوانی، ۴۷٬۰۰۰ مورد توسط لیتوانیایی‌ها صورت گرفتند. آنها همچنین ۵۰٬۰۰۰ یهودی بلاروسی را در طول جنگ کشتند. بزرگترین جنایت علیه غیرنظامیان غیر یهودی توسط پلیس کمکی لیتوانی، کشته شدن حدود ۴۰۰ نفر از مردم لهستان در روستاهای شونچیونلیای و شونچیونیس و مناطق مجاور آن‌ها بود.